# Доблер, Фриц
Фриц Доблер (нем. Fritz Dobler; род. 24 июня 1927, Зинген) — немецкий аккордеонист и дирижёр.
С восьмилетнего возраста начал выступать, в 1942—1944 гг. учился в Троссингенской школе музыки, в том числе у Хуго Хермана. Затем вернулся туда и в 1947 г. получил диплом, а уже через два месяца приступил к обязанностям преподавателя, которые исполнял на протяжении 24 лет. В 1949 г. в Констанце стал победителем первенства Германии среди аккордеонистов, в 1954 г. выиграл и Кубок мира среди аккордеонистов. Затем продолжил своё музыкальное образование уже как дирижёр в Штутгартской высшей школе музыки. В 1971 г. был назначен директором школы музыки в Зингене.
Автор ряда композиций, преимущественно для оркестра аккордеонистов.
В 1989 г. удостоен кавалерского креста Ордена «За заслуги перед Федеративной Республикой Германия».